# AACTA International Awards 2020
Die 9. Verleihung der australischen AACTA International Awards (englisch 9th AACTA International Awards), die jährlich von der Australian Academy of Cinema and Television Arts (AACTA) vergeben werden, fand am 3. Januar 2020 im Mondrian Hotel in West Hollywood statt. Sie ehrten die besten internationalen Filme des Jahres 2019 und sind so das Gegenstück zu den im Dezember 2019 stattgefundenen neunten AACTA Awards für australische Filme. Die Verleihung wurde von Jason Dundas moderiert.

## Übersicht
Die Nominierungen wurden am 10. Dezember 2019 bekanntgegeben. Gegenüber der Verleihung aus dem Vorjahr gab es keine Neuerungen. Mit sechs Nominierungen erhielt der Kriminalfilm The Irishman die meisten Nennungen, gefolgt von Once Upon a Time in Hollywood mit fünf. Ebenfalls mehrere Nominierungen erhielten Bombshell – Das Ende des Schweigens, Joker, Parasite (jeweils 4), Marriage Story und Little Women (jeweils 2)
Once Upon a Time in Hollywood konnte als einziger Film zwei Auszeichnungen gewinnen. Der Kriminalfilm wurde für die beste Regie (Quentin Tarantino) und den besten Nebendarsteller (Brad Pitt) gewürdigt. Als bester Film war die südkoreanische Tragikomödie Parasite und beim besten Drehbuch Taika Waititi für seine Arbeit an Jojo Rabbit erfolgreich. Als beste Hauptdarstellerin setzte sich Saoirse Ronan für Little Women und als beste Nebendarstellerin Margot Robbie für Bombshell durch.

## Gewinner und Nominierte
| Film                                | N | A |
| ----------------------------------- | - | - |
| The Irishman                        | 6 | 0 |
| Once Upon a Time in Hollywood       | 5 | 2 |
| Bombshell – Das Ende des Schweigens | 4 | 1 |
| Parasite                            | 4 | 1 |
| Joker                               | 4 | 0 |
| Little Women                        | 2 | 1 |
| Marriage Story                      | 2 | 1 |

### Bester Film
Parasite (기생충 / Gisaengchung) – Produktion: Bong Joon-ho, Kwak Sin-ae und Moon Yang-kwon
The Irishman – Produktion: Robert De Niro, Jane Rosenthal, Martin Scorsese und Emma Tillinger Koskoff
Joker – Produktion: Bradley Cooper und Todd Phillips und Emma Tillinger Koskoff
The King – Produktion: Joel Edgerton, Dede Gardner, Jeremy Kleiner, David Michôd, Brad Pitt und Liz Watts
Once Upon a Time in Hollywood – Produktion: David Heyman, Shannon McIntosh und Quentin Tarantino

### Beste Regie
Quentin Tarantino – Once Upon a Time in Hollywood
Bong Joon-ho – Parasite (기생충 / Gisaengchung)
Sam Mendes – 1917
Todd Phillips – Joker
Martin Scorsese – The Irishman

### Bestes Drehbuch
Taika Waititi – Jojo Rabbit
Bong Joon-ho und Han Jin-won – Parasite (기생충 / Gisaengchung)
Todd Phillips und Scott Silver – Joker
Quentin Tarantino – Once Upon a Time in Hollywood
Steven Zaillian – The Irishman

### Bester Hauptdarsteller
Adam Driver – Marriage Story
Christian Bale – Le Mans 66 – Gegen jede Chance (Ford v. Ferrari)
Antonio Banderas – Leid und Herrlichkeit (Dolor y gloria)
Robert De Niro – The Irishman
Joaquin Phoenix – Joker

### Beste Hauptdarstellerin
Saoirse Ronan – Little Women
Awkwafina – The Farewell
Scarlett Johansson – Marriage Story
Charlize Theron – Bombshell – Das Ende des Schweigens (Bombshell)
Renée Zellweger – Judy

### Bester Nebendarsteller
Brad Pitt – Once Upon a Time in Hollywood
John Lithgow – Bombshell – Das Ende des Schweigens (Bombshell)
Al Pacino – The Irishman
Joe Pesci – The Irishman
Song Kang-ho – Parasite (기생충 / Gisaengchung)

### Beste Nebendarstellerin
Margot Robbie – Bombshell – Das Ende des Schweigens (Bombshell)
Toni Collette – Knives Out – Mord ist Familiensache (Knives Out)
Nicole Kidman – Bombshell – Das Ende des Schweigens (Bombshell)
Florence Pugh – Little Women
Margot Robbie – Once Upon a Time in Hollywood